# فرنسيسكو فيدال ساليناس
فرنسيسكو فيدال ساليناس (بالإسبانية: Francisco Vidal)‏ هو سياسي تشيلي، ولد في 20 سبتمبر 1953 في سانتياغو في تشيلي. حزبياً، نشط في حزب للديمقراطية ‏.

## مناصب
- انتخب minister Secretary General of Government of Chile ‏ (6 ديسمبر 2007 – 12 مارس 2009).
- انتخب minister Secretary General of Government of Chile ‏ (3 مارس 2003 – 24 مايو 2005).
- انتخب minister of National Defence of Chile ‏ (12 مارس 2009 – 11 مارس 2010).
- انتخب وزير الداخلية (24 مايو 2005 – 11 مارس 2006).